# Präsenz Medien & Verlag
Präsenz Medien & Verlag ist ein Verlag in Bad Camberg.

## Geschichte
Das Unternehmen ging hervor aus dem klösterlichen Wirtschaftsbetrieb „Präsenz Kunst und Buch“, der auch den Präsenz Verlag in Gnadenthal betrieb. Nachdem der Jesus-Bruderschaft e.V. als Träger der Klosterbetriebe den Verlag im Dezember 2014 eingestellt hatte, übernahmen Thomas Hein und Erich Koslowski Teile des Verlagsgeschäfts. Die ehemalige Präsenz Buchhandlung wird in Gnadenthal weitergeführt unter dem Namen Buchhandlung Kloster Gnadenthal.

## Geschäftstätigkeit
Seit der Eigenständigkeit liefert der Verlag seine gesamte Produktion durch das Auslieferungszentrum Bercker in Kevelaer am Niederrhein aus. Im Buchhandel tritt er vor allem als Lieferant von Glückwunsch- und Anlasskarten mit Motiven aktueller Künstler und Künstlerinnen auf. Darüber hinaus entwickelt der Verlag künstlerisch gestaltete Leporellos, Wandkalender sowie religiöse Geschenkbücher. Der Verlag stellt regelmäßig auf der Frankfurter Buchmesse aus und beteiligt sich am Messeauftritt des Hessischen Literaturrats sowie erstmals im Jahr 2023 an der lokalen Buchmesse in Bad Camberg. In seiner Selbstdarstellung betont der Verlag unter anderem seine christliche Tradition.

## Veröffentlichungen
- Roland Kachler: Sucht mich in eurem Herzen 2015 ISBN 978-3-98549-005-9
- Hilde Domin/Oskar Koller: Auf der Suche nach dem Licht 2017 ISBN 978-3-945879-35-1
- Dietrich Bonhoeffer/Oskar Koller/Jutta Koslowski: Von guten Mächten umgeben 2020 ISBN 978-3-98549-004-2
- Erich Koslowski/Ralph-J. Petschat u. a.: Wie fang ich an. Gebete für heute 2023 ISBN 978-3-98549-011-0
- Zehn Jahre Leben - blau ISBN 978-3-945879-33-7
- Fünf Jahre Leben - mintgrün ISBN 978-3-945879-48-1
- Hilde Domin/Oskar Koller: Abschied. Leporello ISBN 978-3-945879-65-8
- Martin Buber/Udo Mathee: Begegnung. Leporello ISBN 978-3-945879-62-7
- Hanns Dieter Hüsch/Friederike Rave: Ich kann aus Trauer Trost machen. Leporello ISBN 978-3-945879-97-9
- Die Hälfte des Himmels. Gedichte von Frauen · Gedichte für Töchter. Leporello ISBN 978-3-945879-61-0
- Magitta Dahlke: Das Herz geht auf. 10 Faltkarten in einer nachhaltigen Geschenkbox EAN 4260661767049

## Künstlerinnen und Künstler
- Petra Arndt
- Claudia Brandt
- Hans-Jürgen Gaudeck
- Jörgen Habedank
- Hanka & Frank Koebsch
- Oskar Koller
- Renate Kuby
- Udo Mathee
- Liv Matthiesen
- Renate Menneke
- Ralph-J. Petschat
- Kerstin Prewo
- Friederike Rave
- Sabine Waldmann-Brun
- Jens Wolf
- Katrin Zeise